# Hedersleben (Saksonia-Anhalt)
Hedersleben – gmina w Niemczech, w kraju związkowym Saksonia-Anhalt, w powiecie Harz, wchodzi w skład gminy związkowej Vorharz.